# 하리세나
하리세나는 4세기 산스크리트어 시인, 찬양가이자 궁정 관료였다. 그는 굽타 황제 사무드라굽타의 궁정에서 중요한 인물이었다. 서기 345년에 쓰여진 그의 가장 유명한 시는 사무드라굽타의 용기를 묘사하고 있으며, 오늘날 알라하바드 기둥에 새겨져 있다. 그의 알려진 비문들 중 적어도 하나는 파네기릭으로 쓰여졌다.
하리세나는 카비야 시의 초기 작가였으며 아서 베리데일 키스는 카비야에 대해 "하리세나의 시는 산문과 운문으로 구성되어 있지만 분명히 카비야라는 타이틀을 가지고 있다. 그 구조는 수반두와 바타의 산문 로맨스에서 채택된 왕들의 묘사와 비슷하다."고 말했다. 하리세나의 다른 작품에는 아파브람사 다르마파리사, 카르푸라프라카라(또는 수크타발), 의학 논문인 자가툰다리-요가말라디카라, 야소다라칸타, 아스타니카타 및 브라트카타코사가 포함된다. 그는 또한 굽타 제국의 수상이었다. 하리세나는 그의 친구 사무드라굽타와 류트를 연주하는 데 큰 관심을 가졌다. 하리세나는 또한 사무드라굽타와 다타데비의 혼인에서 중요한 역할을 했다.